# Giarratana
Giarratana – miejscowość i gmina we Włoszech, w regionie Sycylia, w prowincji Ragusa. Obchodzone jest tam święto cebuli.
Według danych na rok 2004 gminę zamieszkiwały 3343 osoby, 77,7 os./km².